# Bernhard von Langenbeck

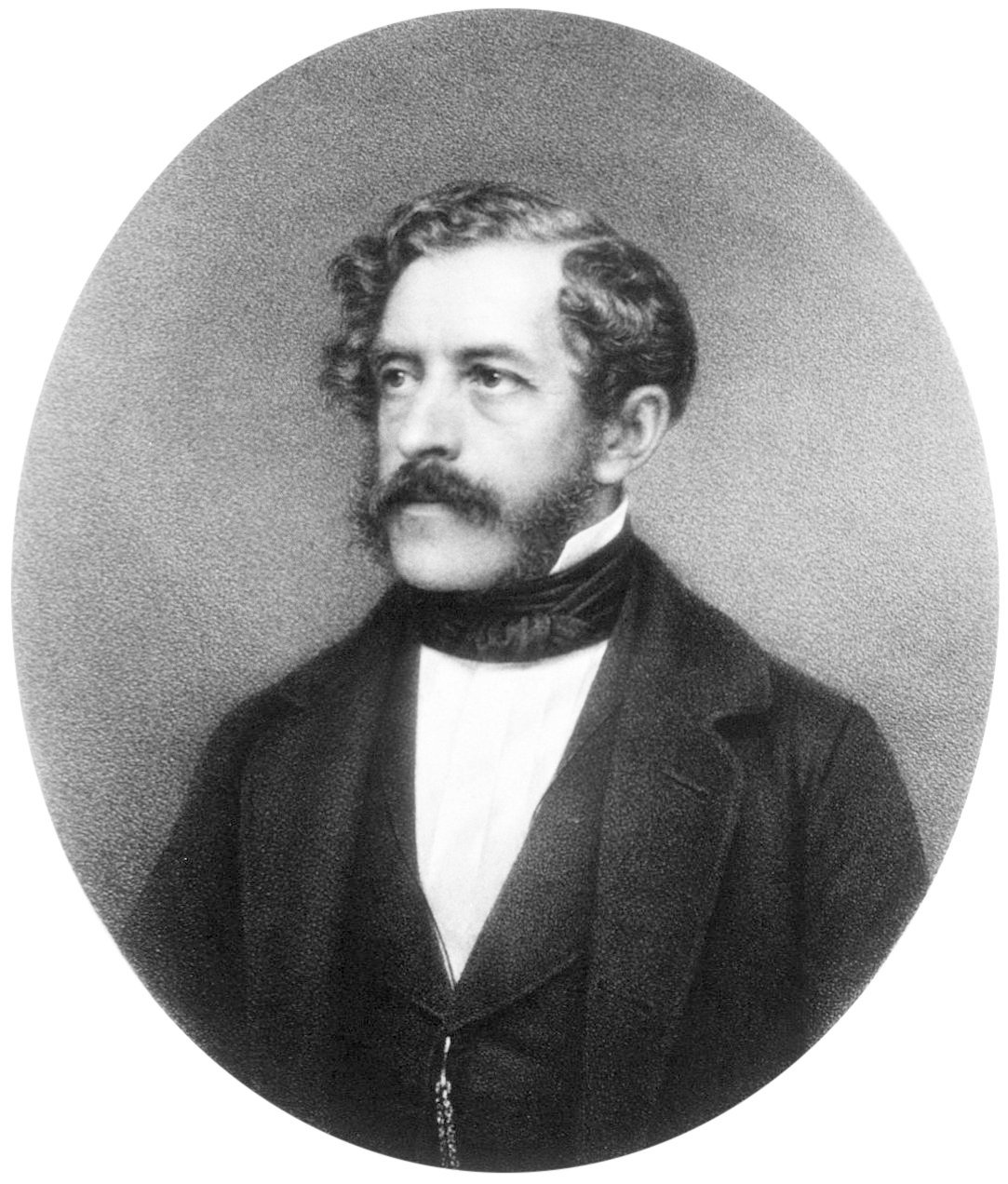
Bernhard von Langenbeck.

Bernhard Rudolf Konrad von Langenbeck, född 9 november 1810 i Hannover, död 29 september 1887 i Wiesbaden, var en tysk kirurg, brorson till kirurgen och anatomen Konrad Johann Martin Langenbeck.
Langenbeck studerade under sin farbrors ledning i Göttingen, där han blev medicine doktor 1835 och docent 1838. Han kallades till professor i kirurgi 1842 i Kiel och 1848 i Berlin. År 1882 drog han sig tillbaka från sin professur och sina övriga befattningar (han var sedan 1866 generalstabsläkare vid preussiska armén, i vilken egenskap han deltog i fransk-tyska kriget 1870–1871).
Langenbeck var en av 1800-talets mest betydande kirurger, särskilt vad gäller konserverande kirurgi och plastikkirurgi. Även inom krigskirurgin var hans verksamhet av stor betydelse, liksom att han bidrog till att utveckla ett flertal andra grenar av kirurgin. Hans vetenskapliga artiklar publicerades främst i den av honom tillsammans med Theodor Billroth och Ernst Julius Gurlt sedan 1860 utgivna tidskriften Archiv für klinische Chirurgie.